# Australoeuops pulchellus
Australoeuops pulchellus is een keversoort uit de familie bladrolkevers (Attelabidae). De wetenschappelijke naam van de soort werd in 1875 gepubliceerd door Francis Polkinghorne Pascoe.